# Sorex sinalis
Sorex sinalis es una especie de musaraña de la familia soricidae.

## Distribución geográfica
Es endémica de China.

## Hábitat
Su hábitat natural son: bosques  subtropicales o tropicales áridos.

## Estado de conservación
Se encuentra amenazada de extinción por la pérdida de su hábitat natural.